# Laboratoire national de l'Idaho
Pour les articles homonymes, voir INL.

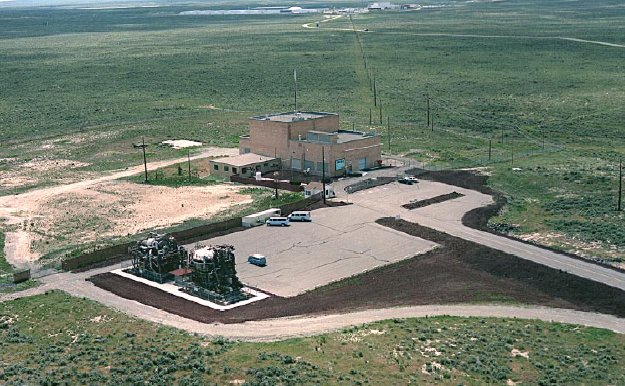
Réacteur expérimental Idaho no 1

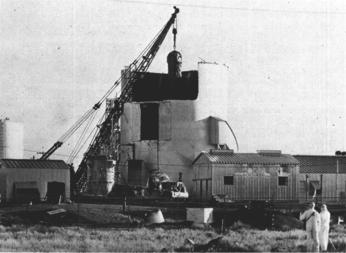
Réacteur SL-1 retiré du Laboratoire national de l'Idaho en janvier 1961 après un accident ayant la causé la mort de trois employés.

Le Laboratoire national de l'Idaho (en anglais, Idaho National Laboratory ou INL) est un centre de recherche nucléaire de 2 300 km² situé dans le désert de l'Idaho entre les villes de Arco et Idaho Falls. Fin 2012, le Laboratoire emploie environ 3 900 personnes et prévoit de supprimer 300 postes en 2013. De 1947 à nos jours, 52 réacteurs nucléaires ont été construits sur ce site, parmi lesquels 3 sont encore en service en 2010.

## Histoire
Le site est créé en 1949 sous le nom de "National Reactor Testing Station (NRTS)".
En 1951, le réacteur expérimental Experimental Breeder Reactor I (EBR-1) est le premier réacteur nucléaire au monde à être couplé à un système de production d'électricité. Il fournit dans un premier temps une puissance d'environ 200 watts.
En 1957 débute la construction d'un réacteur nucléaire expérimental de 200 kilowatts (200 000 watts) destiné à alimenter des sites isolés comme les radars de la ligne DEW. Le 3 janvier 1961, ce réacteur dénommé SL-1 est détruit lors d'un accident qui provoque la mort de 3 hommes. Il s'agit alors du premier accident mortel dans un réacteur nucléaire aux États-Unis.
En 1975, l'Atomic Energy Commission (AEC) est divisée en deux parties : « Energy Research and Development Administration (ERDA) » et « Nuclear Regulatory Commission (NRC) ». Le site de l'Idaho est appelé pendant un certain temps « ERDA » avant de devenir   « Idaho National Engineering Laboratory (INEL) » à la suite de la création du « Department of Energy » (DOE) en 1977 sous le mandat du Président Carter.  
En 1997, le nom est une nouvelle fois changé, devenant « Idaho National Engineering and Environmental Laboratory (INEEL) ».
En février 2005, Battelle Energy Alliance reprend les activités de gestion de laboratoires de Bechtel. Fusionné avec Argonne West, il prend le nom de « Idaho National Laboratory (INL) ».
À ce jour, les activités de décontamination ont été déplacées dans une nouvelle entité indépendante, Idaho Cleanup Project, dirigée par CH2M-WG Idaho.